# Mulsay
Mulsay es una hacienda ubicada en la localidad de Mérida, municipio de Mérida, en Yucatán, México. Se encuentra en el fraccionamiento Mulsay al poniente de la ciudad de Mérida, capital del estado de Yucatán.

## Toponimia
El nombre (Mulsay) significa en idioma maya hormiguero.

## Datos históricos
- En 1921 cambia su nombre de Mulsay a Mulsay de la Magdalena.
- En 1980 cambia su nombre a Mulsay.

## Demografía
Según el censo de 1970 realizado por el INEGI, la población de la localidad era de 447 habitantes. La población actualmente se encuentra conurbada a Mérida.
| 10                          | 186 | 126 | 96 | 72 | 68 | 275 | 447 |
| (Fuente: INEGI [Consultar]) |     |     |    |    |    |     |     |

## Galería

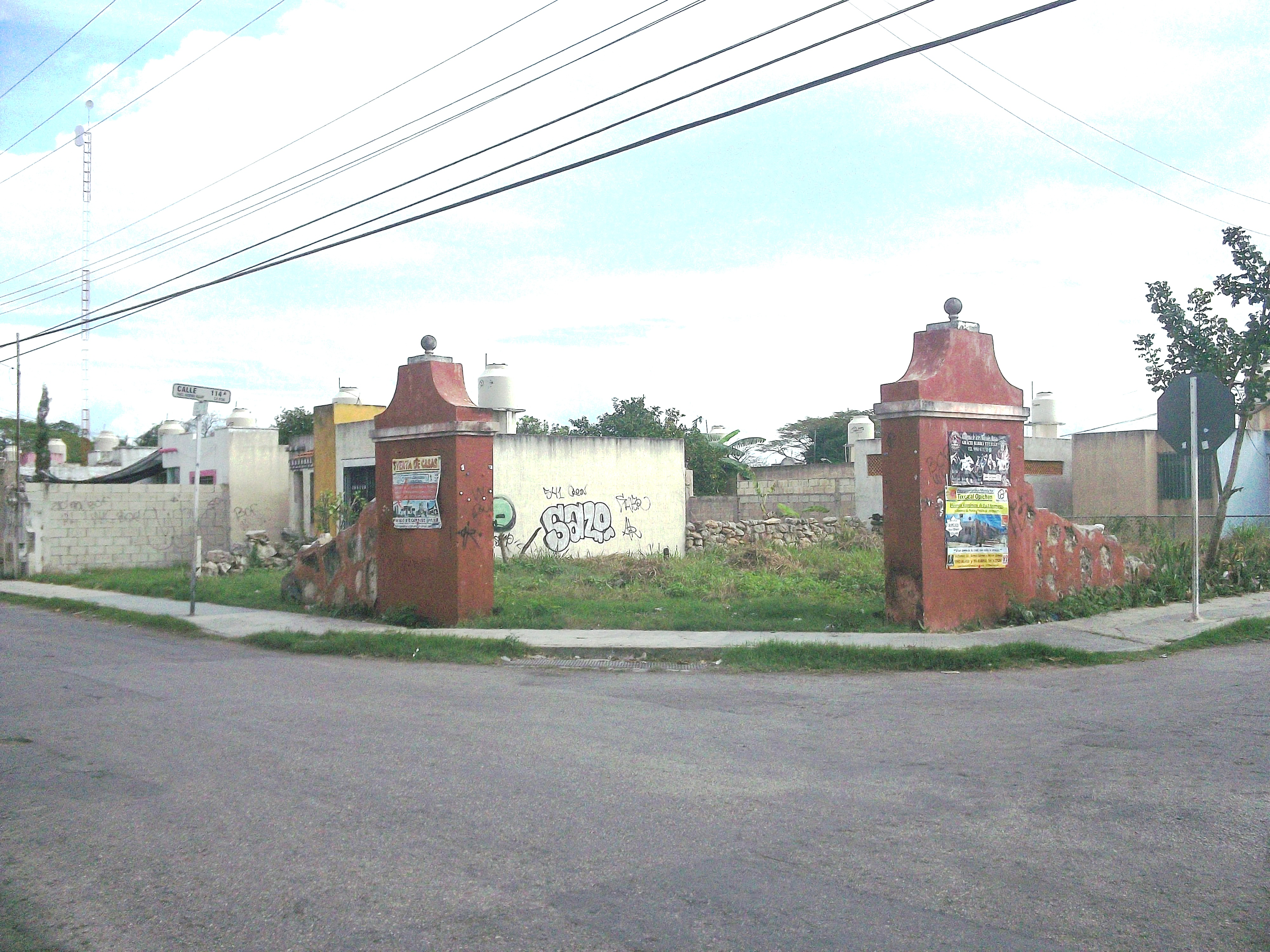
Entrada.
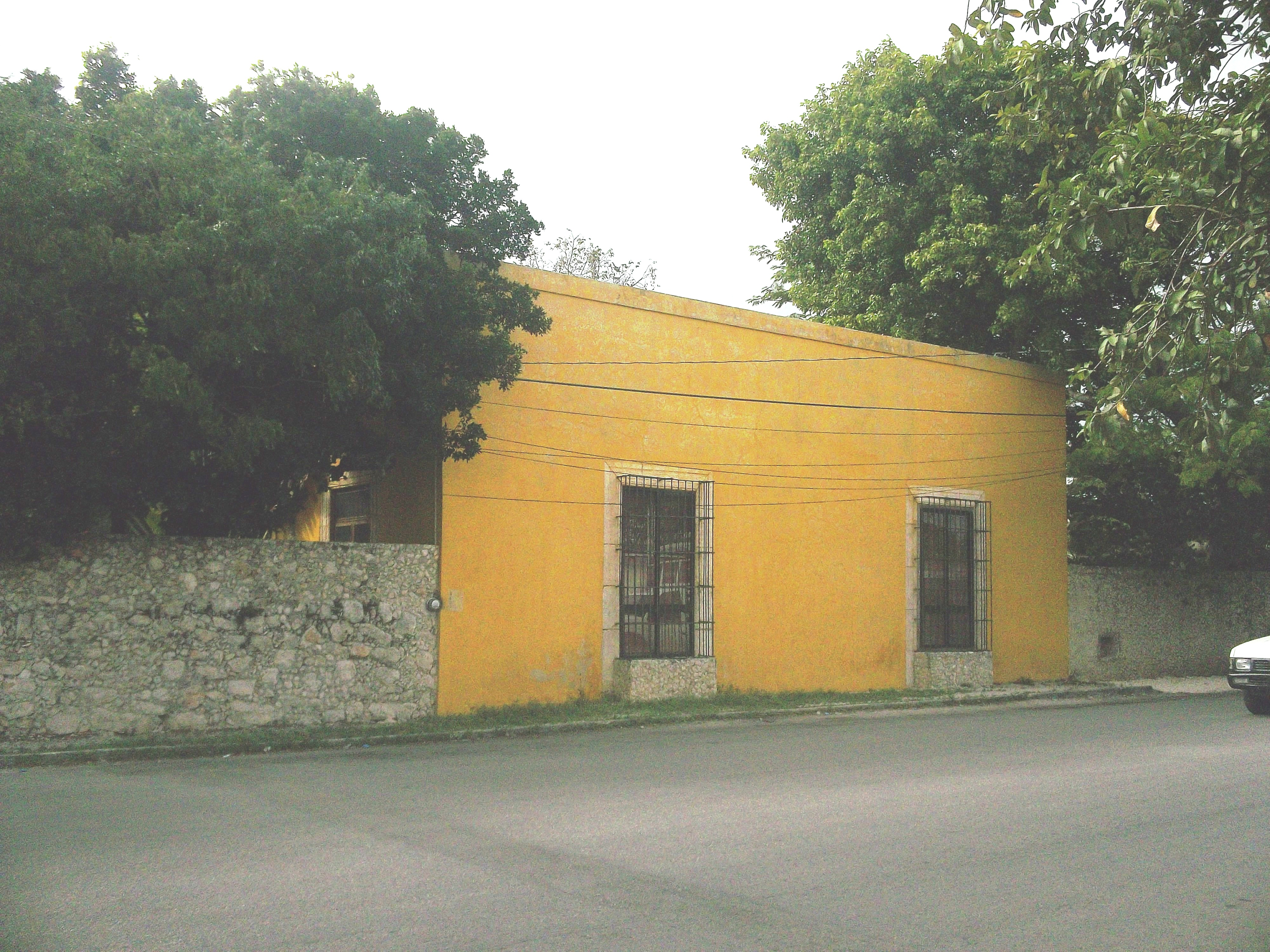
Vista de la hacienda.
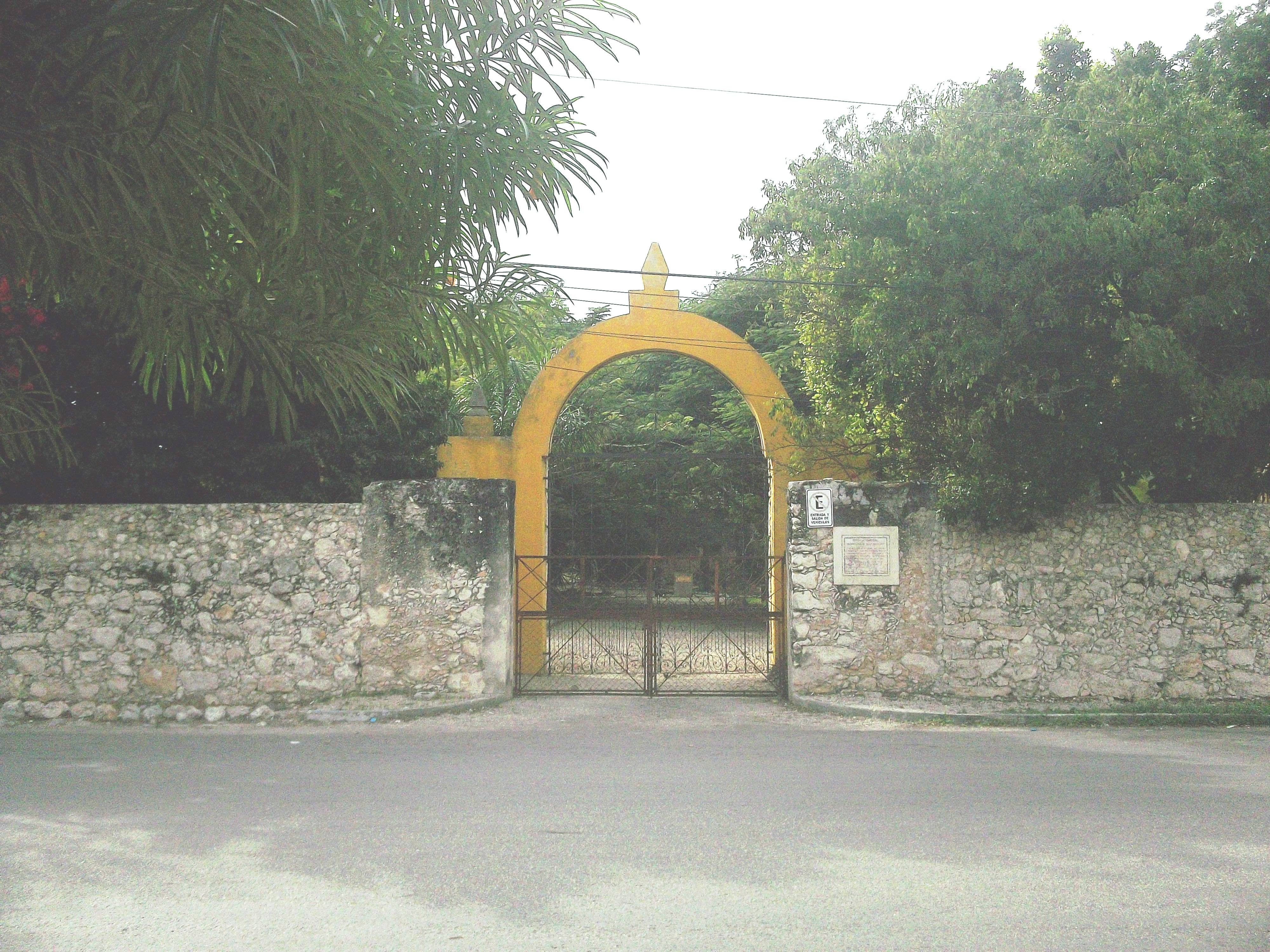
Arco.
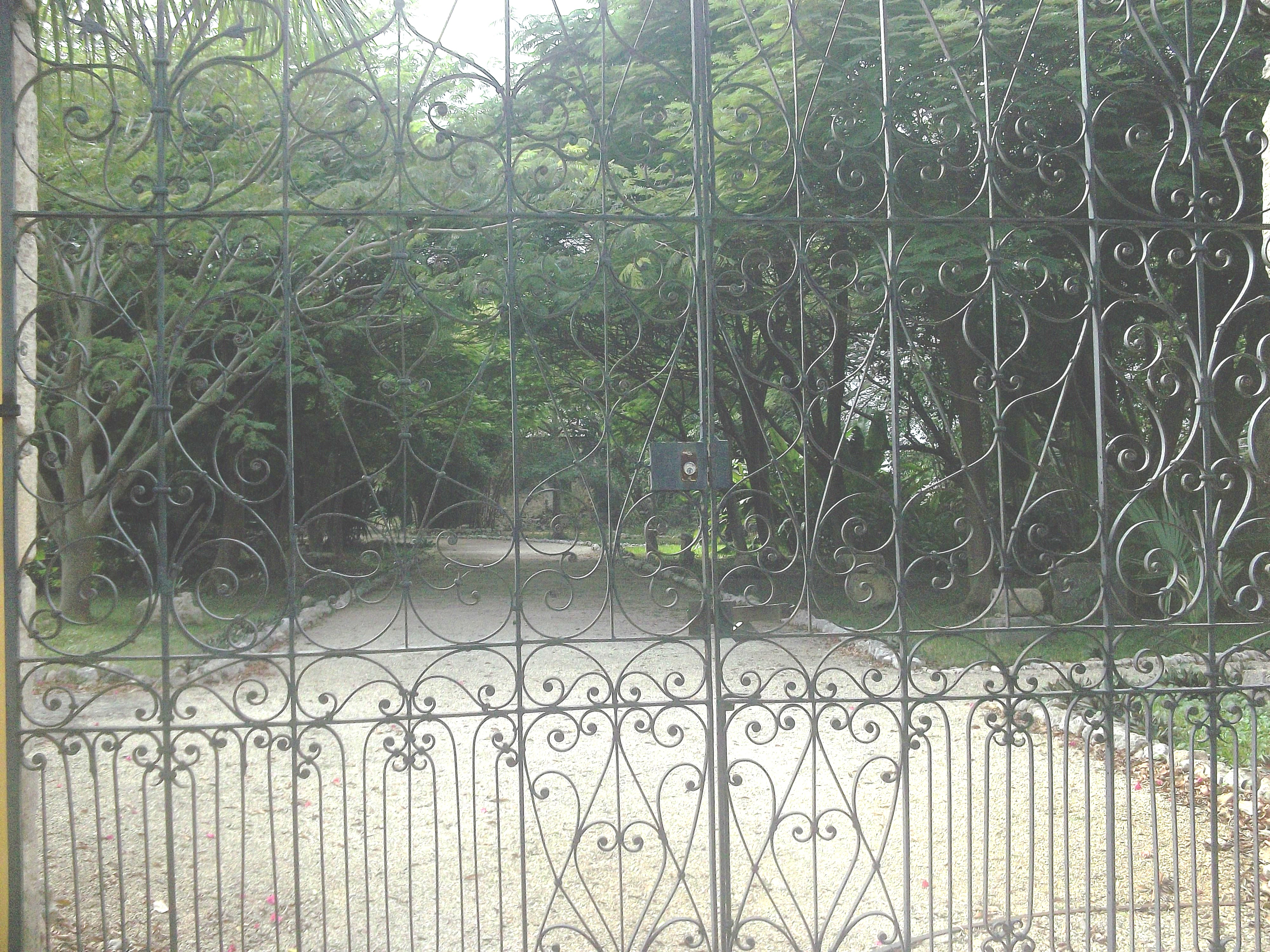
Vista de la hacienda.
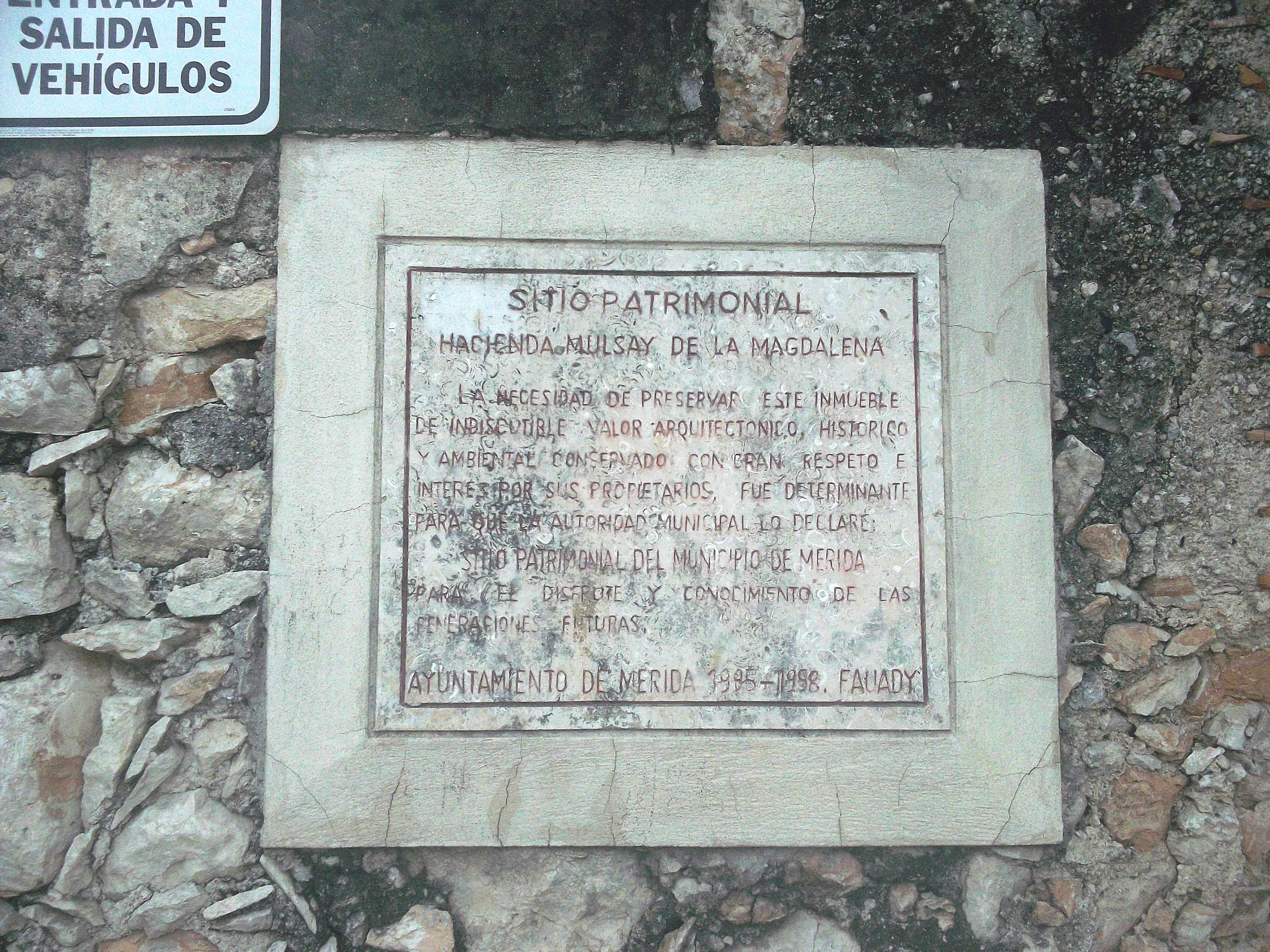
Vista de la hacienda.
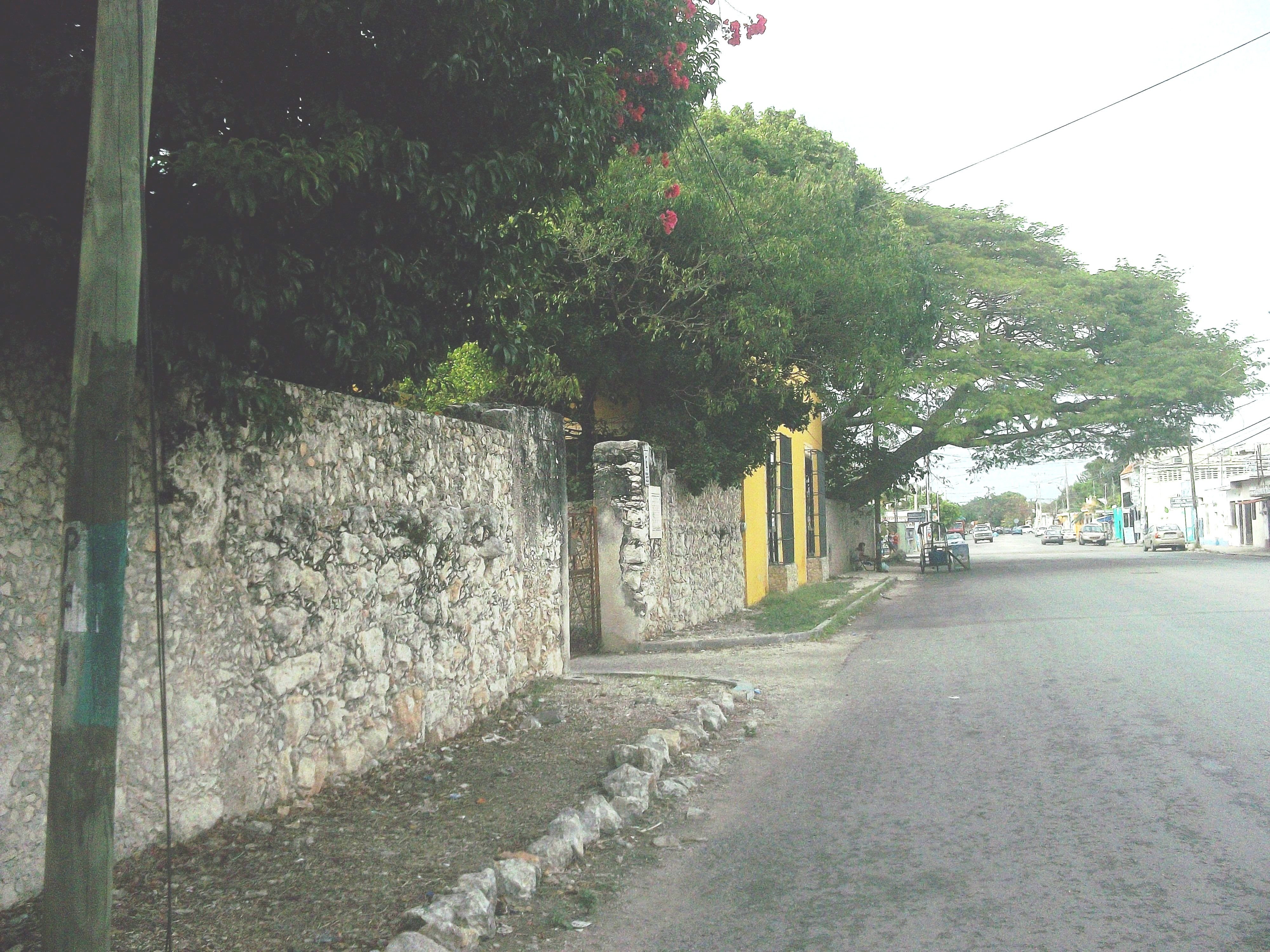
Vista de la hacienda.
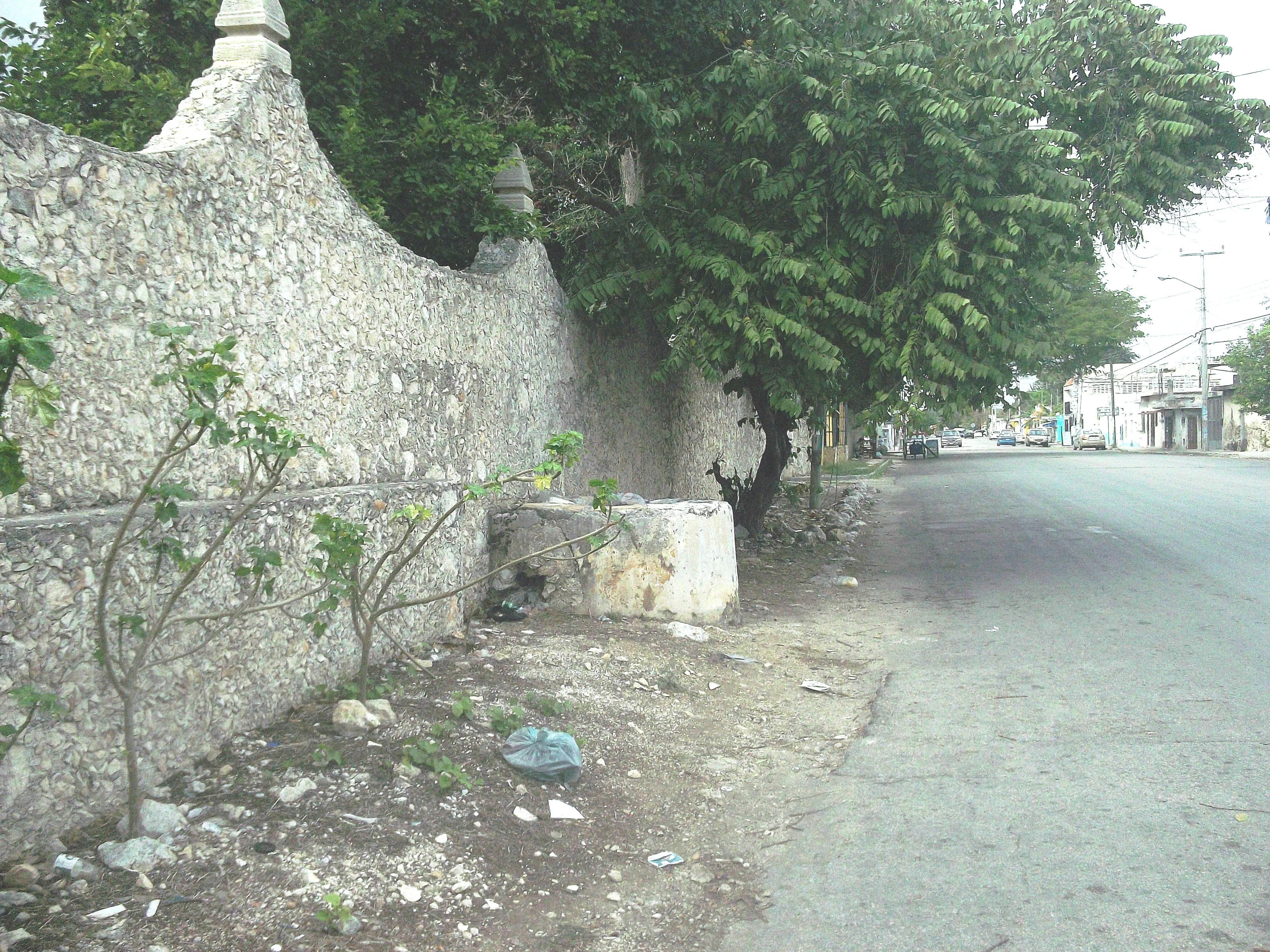
Vista de la hacienda.
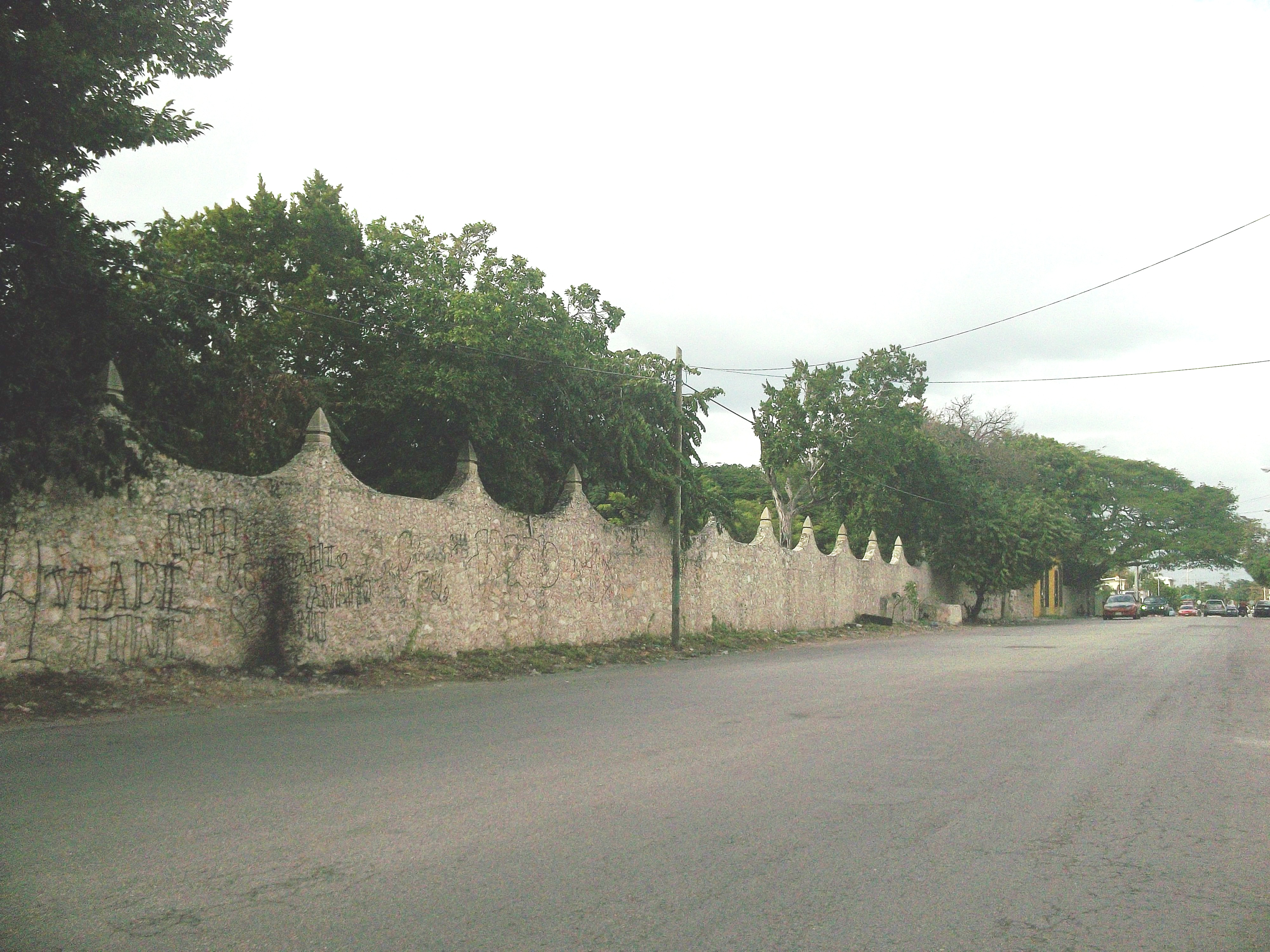
Vista de la hacienda.